# Alles über Wein
Alles über Wein war eine deutsche Weinzeitschrift. Sie erschien von 1982 bis 2005 im Woschek-Verlag in Mainz.

## Geschichte
Gegründet wurde die Special-Interest-Zeitschrift mit dem Untertitel Zeitschrift für Weinkultur, Reisen, Gastronomie 1982 von dem Mainzer Weinexperten Heinz-Gert Woschek (* 1937). Der Autor war bereits durch regelmäßige Kolumnen in der Zeitschrift Essen & Trinken und durch eine Reihe von Weinbüchern bekannt. Vorausgegangen war 1981 sein Magazin Woscheks Weinreport. Er etablierte sein neues Magazin, bei dem er anfangs Herausgeber und Chefredakteur war, als eine der führenden Weinzeitschriften Europas. Es erschien 4-mal jährlich, die gedruckte Auflage betrug 60.000 Stück, die Zahl der Abonnenten 12.000.
Anfang der 2000er Jahre zog sich Woschek als Verleger und Chefredakteur zurück, blieb aber Herausgeber. Anfang 2004 übernahm der ehemalige Chef der Frankfurter Rundschau Jochen Siemens die redaktionelle Verantwortung. 2005 ging der Woschek-Verlag, und damit der Zeitschriftentitel und das Buchprogramm als Tochterverlag an Bertelsmann. Im Oktober 2005 erschien die letzte Ausgabe des Magazins, da der Landwirtschaftsverlag Münster den Titel kaufte und ihn seiner Weinzeitschrift Vinum einverleibte. Die Zeile Alles über Wein wurde von Vinum noch einige Zeit im Untertitel geführt.

## Inhalt
Neben der Vorstellung internationaler Weinbaugebiete und deren Winzer, nahmen – damit verbunden – Weinempfehlungen einen breiten Raum ein. Die Bewertung erfolgt nach einem 20 Punkte-System (beginnend bei 12 Punkten!). Zu dem Hauptheft erschienen regelmäßig Beilagen, die jeweils einem Interessen- oder Anbaugebiet gewidmet sind. Allgemeineren Themen waren die Beilagentitel Reisen & Genießen – Unterwegs zu klassischen Urlaubszielen oder Deutsche Spitzenwinzer und ihre Wein gewidmet. Die Restaurantkritiken wurden unter anderen von Armin Diel geschrieben.

## Bücher im Woschek Verlag
- Inge Svoboda: Rheingau, Woschek Verlag, Mainz 1997. ISBN 978-3-924744-20-5
- Wilfried Moselt: Wien und das Weinviertel. Weinreisen Österreich, Woschek Verlag, Mainz 1996.
- Hans Ambrosi und Annette Perabo: Kapregion. Wein- und Spezialitätenführer. Woschek Verlag, Mainz 1996.
- Bordeaux. Wein- und Spezialitätenführer, herausgegeben vom Woschek Verlag, Mainz 1995
- Matthias Pflume: Rheinhessen. Wein- und Spezialitätenführer, Woschek Verlag, Mainz 1995
- Wilfried Moselt: Weinland Österreich. Wachau – Kremstal – Kamptal, Woschek Verlag, Mainz 1994

## Bücher von Heinz-Gert Woschek
- Der deutsche Weinführer. Moderne MVG, München 1970
- Die großen Weine der Welt: das Standardwerk für den Weinkenner. Heyne, München 1991, ISBN 3-453-03088-5
- Das Weinbuch. Der umfassende Führer zu den großen Weinen der Welt. Pawlak, Herrsching 1991, ISBN 3-88199-152-2